# Solomon Trimble
Solomon Trimble, född 19 juni 1984 i Wichita, Kansas, är en skådespelare som medverkar i filmen Twilight. Han är apache och lakota. Han har studerat matematik vid Portland State University.